# Lycée technique de Douala Koumassi
Le lycée technique de Douala Koumassi est un établissement d'enseignement professionnel créé en 1928 dans le quartier de Koumassi à Douala (région du Littoral au Cameroun). 

## Histoire
En 1928, le premier établissement d'enseignement technique du Cameroun ouvre ses portes avec l'École professionnelle de Douala.
À partir de 1956, l'école se scinde en deux entités distinctes : le Centre d’apprentissage et le Collège d’enseignement technique de Douala. Après la fermeture en 1961 du Centre d’apprentissage, le Collège devient le Lycée technique. Les filles y sont désormais admises.
Enfin, en 1992, le centre CETIC de Bassa se transformant lui aussi en lycée technique, celui de Douala change de nom et devient le "Lycée technique de Douala Koumassi".
Le 8 mai 2014, le lycée a célébré ses 80 ans.

### Proviseurs de l’établissement[2]
- Depuis 2019  : Madame Elise Marlyse NKENG, née NGO NJOCK ;
- jusqu’en 2019 : Mme Reine Chantal EBONGUE NGOH, née EPESSE ;
- en 2014 : Mme Anne-Marie BOUMNYEMB ALLEN[1] ;
- (…liste incomplète...) [Lesquels ?]/[Lesquelles ?] ;
- 1978 : Mme DIWOUTA LOTH ;
- jusqu'en 1978 : Monsieur Amos Roger BOUM.

## Chiffres-clés[1]
- 14 spécialités réparties en une section industrielle et commerciale (lors de la création du lycée, il y en a six) ;
- 16 bâtiments ;
- 45 salles de classes ;
- 2200 élèves ;
- 297 membres du personnel.

### Spécialités[2]
- STT[Quoi ?] :
  - action & communication administrative ;
  - action & communication commerciale ;
  - comptabilité 1[pourquoi ?] gestion ;
  - sciences économiques et sociales ;

- INDUS. :
  - mathématiques & technologies ;
  - construction mécanique ;
  - électronique ;
  - électrotechnique ;
  - génie civil option bâtiment ;
  - génie civil option travaux publics ;
  - géomètre - topographe ;
  - installation sanitaire & réseaux ;
  - maintenance & installation de systèmes électroniques ;
  - chaudronnerie & tuyauterie industrielle ;
  - maintenance de véhicules de tourisme ;
  - ameublement & ébénisterie.

## Personnalités ayant fréquenté l'établissement
- Joseph Antoine Bell, footballeur international ;
- Jean Jules Ebongue Ngo, sénateur ;
- Hervé Emmanuel Kom, économiste ;
- Emmanuel Ngom Priso, athlète, président de club de football.